# Jack Donnelly
Pour les articles homonymes, voir Donnelly.
Jack Donnelly (né le 3 juin 1986) est un acteur anglais, principalement connu pour son rôle dans la série populaire de la BBC, Atlantis, dans laquelle il incarne Jason.
Il est l'un des membres fondateurs du groupe de comédie d'improvisation "Chuckle Duster", dans lequel il joue occasionnellement dans l'Outer London.
Sa mère, Chrissie Wickham, est une chorégraphe (elle fit partie du groupe Bucks Fizz ayant gagné l'Eurovision en 1981), ainsi qu'une actrice et un ancien membre du groupe de danse Hot Gossip, qui lui a permis de danser dans Starlight Express alors qu'elle était enceinte de six mois de Jack, ce que ce dernier a mentionné dans une interview de Graham Norton sur BBC Radio 2, le 21 décembre 2013.
Il est né à Bournemouth, puis déménagea à Ringwood, dans le comté d'Hampshire. Il a étudié à l'école primaire St Catherine's à Wimborne, dans le Dorset, puis à St Peter's, à Bournemouth,,.

## Filmographie

### Télévision
- 2011 : Anubis : Jason Winkler
- 2012 : Doctors : Harry Kilber-Bennett
- 2012 : Threesome	: Pull / Paul
- 2012 : Misfits	: White Rabbit
- 2013 : Dancing on the Edge : Leopold
- 2013–2015 : Atlantis : Jason
- 2016 : Meurtres au paradis : Samuel Walker[4]
- 2017 : Un Hiver de Princesse : Prince Adrian

### Cinéma
- 2014 : United We Fall : Olly Hunter
- 2023 : Us or Them : Jude[5]